# Gabriele Seyfertová
Gabriele Seyfertová (* 23. listopadu 1948 Chemnitz) je bývalá východoněmecká krasobruslařka. Tomuto sportu se věnovala od roku 1955, připravovala se v klubu SC Karl-Marx-Stadt pod vedením své matky Jutty Müllerové.
V letech 1961 až 1970 získala deset titulů mistryně NDR v kategorii žen. Její hlavní rivalkou byla Američanka Peggy Flemingová, která ji porazila na mistrovství světa v krasobruslení v letech 1966, 1967 a 1968 i na Zimních olympijských hrách 1968. Teprve po odchodu Flemingové do profesionální revue získala Seyfertová v letech 1969 a 1970 dva tituly mistryně světa. Vyhrála také mistrovství Evropy v krasobruslení v letech 1967, 1969 a 1970, v roce 1968 skončila druhá za Hanou Maškovou. Jako první žena v historii skočila v soutěži trojitý rittberger, v roce 1966 byla vyhlášena východoněmeckou sportovkyní roku.
V roce 1970 ukončila závodní kariéru, o dva roky později se provdala za krasobruslaře Eberharda Rügera, s nímž má dceru Sheilu. Byla trenérkou Anett Pötzschové a choreografkou bruslařské show ve Friedrichstadt-Palastu, po absolutoriu filologie na Lipské univerzitě se živila jako tlumočnice.